# John Adson
John Adson (ur. ok. 1587, zm. 29 czerwca 1640 w Londynie) – angielski kompozytor wczesnego baroku.
Nie wiadomo nic pewnego o dzieciństwie Adsona. W 1604 roku pracował u księcia Lotaryngii Karola III. W 1613 roku powrócił do Anglii. Adson komponował przede wszystkim muzykę organową ale jest również pamiętany jako twórca maski (dawna forma opery) The Triumph of Peace z 1634 roku. Do tego dzieła bardzo negatywnie odnosił się ówczesny Master of King's Music Nicholas Lanier. W 1621 roku w Londynie wydano też zbiór arii Adsona pt: Courtly Masquing Ayres. Adson zmarł w Londynie 29 czerwca 1640 roku. Jego dwaj synowie Islay i Roger również komponowali.